# Mittelrheinpokal 2018/19
Der Mittelrheinpokal 2018/19 war die 27. Austragung im Fußball-Mittelrheinpokal der Männer, der vom Fußball-Verband Mittelrhein veranstaltet wird. Der Wettbewerb wird nach einem Sponsor Bitburger-Pokal oder nach dem Verband FVM-Pokal genannt. Der Sieger qualifizierte sich für die erste Hauptrunde des DFB-Pokal 2019/20. 

## Modus
Der Mittelrheinpokal wird im K.-o.-System ausgetragen. In jeder Runde gibt es ein Spiel. Wenn ein Spiel nach 90 Minuten unentschieden steht, wird das Spiel um zweimal 15 Minuten verlängert. Sollte danach immer noch keine Entscheidung gefallen sein, folgt ein Elfmeterschießen. Die jeweils klassentiefere Mannschaft hat bis einschließlich Halbfinale Heimrecht. Eine Ausnahme bilden in der ersten Runde die Kreispokalsieger, die als Belohnung für ihren Titel in der ersten Runde Heimrecht haben. Alle Runden werden aus einem einzigen Lostopf ohne Einschränkungen ausgelost. Eine Ausnahme bildet auch hier die erste Runde, in der weder Kreispokalsieger noch Mannschaft aus dem gleichen Kreis aufeinander treffen können. Davon ausgenommen sind die höherklassigen Vereine, die nicht an den Kreispokalen teilnehmen (3. Liga und Regionalliga West). Das Finale wird am 25. Mai 2019 im Sportpark Nord in Bonn ausgetragen.

## Teilnehmende Mannschaften
Für den Mittelrheinpokal 2018/19 qualifizierten sich automatisch die Vereine aus dem Verbandsgebiet, die in der 3. Liga und der Regionalliga West 2018/19 spielten. Dazu kamen die drei erstplatzierten Mannschaften aus den Kreispokalwettbewerben der Kreise Köln, Bonn, Sieg, Berg, Euskirchen, Rhein-Erft, Aachen, Düren und Heinsberg.
Am Mittelrheinpokal 2018/19 nahmen folgende Mannschaften teil (Kreispokalsieger fett):
- 3. Liga
  - SC Fortuna Köln
- Regionalliga
  - Alemannia Aachen, Bonner SC, TV Herkenrath, FC Viktoria Köln (Titelverteidiger)
- Kreis Köln
  - SV Deutz 05 (ML), SV Schlebusch (LL), SG Köln-Worringen (BL)
- Kreis Bonn
  - VfL Alfter (ML), FV Bonn-Endenich (LL), SV Wachtberg (BL)
- Kreis Sieg
  - FC Hennef 05 (ML), ASV St. Augustin (KLA), SV Leuscheid (KLA)
- Kreis Berg
  - SV Bergisch Gladbach 09 (ML), SSV Homburg-Nümbrecht (LL), SV Union Rösrath (KLA)
- Kreis Euskirchen
  - SV SW Nierfeld (LL), TSV Schönau (KLA), SV Rhenania Bessenich (KLA)
- Kreis Rhein-Erft
  - FC Hürth (ML), SC Brühl 06/45 (LL), GW Brauweiler (LL)
- Kreis Aachen
  - Eintracht Verlautenheide (LL), Germania Eicherscheid (BL), FC Inde Hahn (LL)
- Kreis Düren
  - 1. FC Düren (ML), Borussia Freialdenhoven (ML), Viktoria Arnoldsweiler (ML)
- Kreis Heinsberg
  - FC Wegberg-Beeck (ML), Germania Teveren (LL), 1. FC Heinsberg-Lieck (BL)

## 1. Runde
Die erste Runde wurde am 4. Oktober 2018 ausgelost. Die Partien wurden vom 18. Oktober bis zum 7. November 2018 ausgetragen.
| Datum                 |                               | Ergebnis |                              |
| --------------------- | ----------------------------- | -------- | ---------------------------- |
| 18.10.2018, 19:30 Uhr | 1. FC Düren (ML)              | 3:0      | GW Brauweiler (LL)           |
| 21.10.2018, 15:00 Uhr | SW Nierfeld (LL)              | 1:3      | SSV Homburg-Nümbrecht (LL)   |
| 21.10.2018, 15:00 Uhr | FC Wegberg-Beeck (ML)         | 10:00    | ASV St. Augustin (KLA)       |
| 21.10.2018, 15:00 Uhr | FV Bonn-Endenich (LL)         | 4:1      | 1. FC Heinsberg-Lieck (BL)   |
| 21.10.2018, 15:00 Uhr | SV Deutz 05 (ML)              | 6:0      | Germania Teveren (LL)        |
| 21.10.2018, 15:00 Uhr | Eintracht Verlautenheide (LL) | 2:1      | SV Leuscheid (KLA)           |
| 21.10.2018, 15:00 Uhr | FC Hürth (ML)                 | 1:3      | SG Köln-Worringen (BL)       |
| 21.10.2018, 15:00 Uhr | FC Hennef 05 (ML)             | 4:1      | VfL Alfter (ML)              |
| 21.10.2018, 15:00 Uhr | Germania Eicherscheid (BL)    | 1:3      | Borussia Freialdenhoven (ML) |
| 21.10.2018, 15:00 Uhr | SV Schlebusch (LL)            | 4:2      | FC Inde Hahn (LL)            |
| 21.10.2018, 15:00 Uhr | TSV Schönau (KLA)             | 0:2      | Viktoria Arnoldsweiler (ML)  |
| 24.10.2018, 19:30 Uhr | SV Wachtberg (BL)             | 1:7      | SC Fortuna Köln (3L)         |
| 25.10.2018, 19:30 Uhr | SV Bergisch Gladbach 09 (ML)  | 4:2      | SC Brühl 06/45 (LL)          |
| 31.10.2018, 19:30 Uhr | SV Rhenania Bessenich (KLA)   | 1:3      | FC Viktoria Köln (RL)        |
| 06.11.2018, 19:30 Uhr | TV Herkenrath (RL)            | 4:2      | Bonner SC (RL)               |
| 07.11.2018, 19:30 Uhr | SV Union Rösrath (KLA)        | 0:7      | Alemannia Aachen (RL)        |

## 2. Runde
Die zweite Runde wurde am 8. November 2018 ausgelost. Die Partien wurden vom 23. bis 28. November 2018 ausgetragen.
| Datum                 |                               | Ergebnis              |                              |
| --------------------- | ----------------------------- | --------------------- | ---------------------------- |
| 23.11.2018, 20:00 Uhr | FC Hennef 05 (ML)             | 2:2 n. V. (1:3 i. E.) | FC Wegberg-Beeck (ML)        |
| 24.11.2018, 14:00 Uhr | SV Schlebusch (LL)            | 1:3                   | Alemannia Aachen (RL)        |
| 24.11.2018, 14:00 Uhr | SG Köln-Worringen (BL)        | 1:4                   | 1. FC Düren (ML)             |
| 24.11.2018, 14:00 Uhr | FV Bonn-Endenich (LL)         | 1:4 n. V.             | Borussia Freialdenhoven (ML) |
| 24.11.2018, 14:00 Uhr | SV Bergisch Gladbach 09 (ML)  | 5:1                   | Viktoria Arnoldsweiler (ML)  |
| 24.11.2018, 16:00 Uhr | Eintracht Verlautenheide (LL) | 3:2 n. V.             | SSV Homburg-Nümbrecht (LL)   |
| 24.11.2018, 16:00 Uhr | SV Deutz 05 (ML)              | 1:3                   | FC Viktoria Köln (RL)        |
| 28.11.2018, 19:30 Uhr | TV Herkenrath (RL)            | 0:0 n V. (3:5 i. E.)  | SC Fortuna Köln (3L)         |

## Viertelfinale
Das Viertelfinale wurde am 16. Januar 2019 ausgelost. Die Spiele wurden zwischen dem 24. Februar und dem 26. März 2019 ausgetragen.
| Datum                 |                               | Ergebnis |                       |
| --------------------- | ----------------------------- | -------- | --------------------- |
| 24.02.2019, 14:00 Uhr | Eintracht Verlautenheide (LL) | 0:1      | 1. FC Düren (ML)      |
| 02.03.2019, 14:30 Uhr | SV Bergisch Gladbach 09 (ML)  | 1:2      | FC Wegberg-Beeck (ML) |
| 02.03.2019, 15:00 Uhr | Borussia Freialdenhoven (ML)  | 1:3      | Alemannia Aachen (RL) |
| 26.03.2019, 18:15 Uhr | FC Viktoria Köln (RL)         | 2:3      | SC Fortuna Köln (3L)  |

## Halbfinale
Das Halbfinale wurde am 27. März 2019 ausgelost. Die Spiele wurden am 23. April und 1. Mai 2019 ausgetragen.
| Datum                 |                       | Ergebnis  |                       |
| --------------------- | --------------------- | --------- | --------------------- |
| 23.04.2019, 19:30 Uhr | FC Wegberg-Beeck (ML) | 0:2 n. V. | SC Fortuna Köln (3L)  |
| 01.05.2019, 15:00 Uhr | 1. FC Düren (ML)      | 0:2       | Alemannia Aachen (RL) |

## Finale
| Alemannia Aachen                                   | Alemannia Aachen | SC Fortuna Köln | SC Fortuna Köln |
| -------------------------------------------------- | --- | --- | --------------- |
| Alemannia Aachen                                   | \| 25. Mai 2019 um 16:15 Uhr in Bonn (Sportpark Nord) \| \| Ergebnis: 3:1 (1:1) \| \| Spielbericht \| | \| 25. Mai 2019 um 16:15 Uhr in Bonn (Sportpark Nord) \| \| Ergebnis: 3:1 (1:1) \| \| Spielbericht \| | SC Fortuna Köln |
| Alemannia Aachen                                   | Niklas Jakusch – Steven Rakk (75. Marco Müller), Alexander Heinze, Matti Fiedler, Peter Hackenberg – David Pütz, Stipe Batarilo, Manuel Glowacz, Robin Garnier (90. Mohamed Redjeb) – Blendi Idrizi (90+5. Vincent Boesen), Dimitry Imbongo Cheftrainer: Fuat Kılıç | Nikolai Rehnen – Dominik Ernst, Moritz Fritz, Boné Uaferro , Joel Abu Hanna (46. Steven Ruprecht) – Nico Brandenburger, Okan Kurt, Robin Scheu, Michael Eberwein – Sebastian Schiek (73. Kristoffer Andersen), Bernard Kyere (21. Serhat-Semih Güler) Cheftrainer: Oliver Zapel | SC Fortuna Köln |
| Alemannia Aachen                                   | 1:1 Imbongo (45.) 2:1 Batarilo (54.) 3:1 Glowacz (85.) | 0:1 Kyere (3.) | SC Fortuna Köln |
| Alemannia Aachen                                   | Heinze (80.), Müller (82.) | Kyere (10.), Kurt (19.), Schiek (61.) | SC Fortuna Köln |
| Alemannia Aachen                                   | Ruprecht (90+3.) | | SC Fortuna Köln |
| 25. Mai 2019 um 16:15 Uhr in Bonn (Sportpark Nord) | | |                 |
| Ergebnis: 3:1 (1:1)                                | | |                 |
| Spielbericht                                       | | |                 |